# Sonata per a piano núm. 12 (Mozart)
La Sonata per a piano núm. 12 en fa major, K. 332 (300k), és una composició de Wolfgang Amadeus Mozart escrita al mateix temps que la Sonata núm. 10 i la Sonata núm. 11 (Alla turca). Mozart les va numerar clarament com a part d'un grup de tres sonates. S'havia cregut que havien estat escrites el 1778 a París, però estudis recents mostren que daten del 1783. Viena, que és on s'havia instal·lat Mozart, ha estat suggerida com a possible lloc de composició, mentre que altres hipòtesis afirmen que van poder ser escrites durant una visita a Salzburg que Mozart va realitzar amb Constanze, la seva dona, amb la intenció de presentar-la al seu pare Leopold. En qualsevol cas, les tres sonates van ser publicades a Viena el 1784.

## Estructura
La sonata presenta la tradicional estructura de 3 moviments:
1. Allegro. Presenta la clàssica forma de sonata.[2]

| II. Adagio          |
|                     |
| (novembre del 2011) |
|                     |

1. Adagio. El moviment lent està en la tonalitat de si♭ major en dos parts que es repeteixen (AABB). En la partitura autògrafa, la segona part és essencialment una repetició de la presentació inicial amb alguns ajustaments en la tonalitat menor. Tot i així, en edicions antigues, apareix considerablement més elaborat.
2. Allegro assai. L'animat final també presenta la forma sonata i en un compàs de 6/8. Comença amb un fort acord i, en contrast, conclou amb una cadència en pianissimo.

Una interpretació dura uns 18 minuts (25 minuts amb repeticions).

## Galeria
- Inici del' Allegro
- Final de l'Allegro